# 가덕도 척화비
가덕도 척화비(加德島 斥和碑)는 부산광역시 강서구 성북동 56-1 천가초등학교에 있는 척화비이다. 1993년 2월 1일 부산광역시의 기념물 제35호 가덕도척화비로 지정되었다가, 2014년 9월 3일 가덕도 척화비로 명칭이 변경되었다.

## 개요
척화비는 조선 고종 때 병인양요와 신미양요를 승리로 이끈 흥선대원군이 백성들에게 서양 세력에 대한 경계심을 드높이고자 전국 곳곳에 세우도록 한 비이다. 이 비는 건축공사 도중 발견되어 선창마을회의 소유지에 세웠 두었다가 1995년 천가초등학교 교정으로 옮긴 것이다.
비의 모습은 네모난 받침돌 위에 비몸을 세운 간단한 형태이다. 비문에는 ‘서양 오랑캐가 침범할 때 싸우지 않는 것은 곧 화친을 하자는 것이요, 화친을 하자는 것은 나라를 파는 것이다’라는 경고 섞인 내용의 글을 적고 있다.
척화비를 세운 시기는 고종 8년(1871)으로, 후에 임오군란(1882)이 발생하고 대원군이 청나라에 납치되자 일본공사의 요구로 대부분 철거되고, 현재는 이처럼 몇 기의 비들만 곳곳에 남아 있다.

## 현지 안내문
척화비는 조선 말 고종 때 섭정의 자리에 있었던 흥선대원군이 병인양요와 신미양요를 겪은 뒤에 세운 비석이다.
대원군이 제국주의의 침략을 배격하고 쇄국을 강화하기 위한 굳은 결의를 나타내고, 백성들에게 서양 열강의 침략에 대한 각성을 촉구하기 위해 신미양요 직후인 1871년(고종 8) 4월에 서울과 전국의 중요한 곳에 세운 비석이다.
비문은 한자로 12자가 새겨져 있으며, 재질은 화강암이다. 비문을 해석하면, '서양 오랑캐가 침범하였는데 싸우지 않으면 곧 화의하는 것이요, 화의를 주장함은 나라를 파는 것이다'라는 것이다. 그 옆에 '우리들의 자손만대에 경고하노라, 병인년에 짓고 신미년에 세우다'라고 작은 글씨가 적혀 있다.
이 비석은 강서구 성북동에서 건축공사 중 출토되어 1995년 12월 천가초등학교 교정으로 이전 복원하였다. 척화비는 1882년(고종 19) 임오군란 때 대원군이 청나라에 납치되고, 우리 나라가 여러 나라와 통교하게 되자 일본 공사의 요구로 철거되었다고 한다. 이 비석은 개항 당시의 절박한 사정을 보여주는 소중한 자료이다.

## 같이 보기
- 척화비
- 흥선대원군
- 병인양요
- 신미양요
- 임오군란
- 천가초등학교

## 참고 자료
- 가덕도 척화비 - 국가유산청 국가유산포털